# Marija Vlagyimirovna Zaharova
Marija Vlagyimirovna Zaharova (oroszul: Мария Владимировна Захарова; Moszkva, 1975. december 24. –) 2015. augusztus 10-től az Orosz Föderáció Külügyminisztériuma Tájékoztatási és Sajtóosztályának igazgatója (az Orosz Föderáció Külügyminisztériumának szóvivője). A történettudományok kandidátusa fokozatot szerzett, ami a PhD fokozat orosz megfelelője.

## Családja és tanulmányai
Zaharova diplomaták családjába született. Édesapja, Vlagyimir Zaharov 1981-ben költözött Pekingbe, amikor kinevezték az ottani szovjet nagykövetségre. A család 1993-ban, két évvel a Szovjetunió összeomlása után, Pekingből Moszkvába költözött. Édesanyja, Irina művészettörténész, aki a moszkvai Puskin Múzeumban dolgozott. Zaharova 1998-ban diplomázott a moszkvai Nemzetközi Kapcsolatok Állami Intézetének nemzetközi újságírói karán orientalisztika és újságírás szakon. Diplomát megelőző szakmai gyakorlatát a pekingi orosz nagykövetségen töltötte.

## Pályafutása
2003 és 2005 között, valamint 2008 és 2011 között az Orosz Föderáció Külügyminisztériumának Tájékoztatási és Sajtóosztályán dolgozott. 2005 és 2008 között az Orosz Föderáció New York-i Állandó ENSZ-képviseletének sajtótitkára volt.
2011-től 2015. augusztus 10-ig Zaharova az Orosz Föderáció Külügyminisztériuma Tájékoztatási és Sajtóosztályának helyettes vezetője volt. Feladatai közé tartozott a külügyminisztériumi szóvivő tájékoztatóinak megszervezése és lebonyolítása, a minisztérium hivatalos fiókjainak munkájának megszervezése a közösségi hálózatokon, valamint a külügyminiszter külföldi látogatásainak információs támogatása.
Zaharova arról ismert, hogy részt vesz az orosz televízió politikai talkshow-iban, és a közösségi médiában érzékeny politikai kérdésekhez fűzött kommentárokkal járul hozzá. Ő az egyik legtöbbet idézett orosz diplomata. Gyakran szembehelyezkedik Jen Psakival (az amerikai külügyminisztérium hivatalos képviselője 2015. március 31. előtt).
2015. augusztus 10-én a Külügyminisztérium utasítására Zakharovát kinevezték a Tájékoztatási és Sajtóosztály igazgatójává, így ezáltal ő lett az első nő ezen a poszton.
2017-ben Zaharova képmutatással vádolta az Európai Uniót a krími és a katalán szeparatista válsággal szembeni eltérő magatartása miatt, miután a katalán függetlenségi népszavazáson a spanyol biztonsági erők több százan megsérültek, megakadályozva a katalánokat a szavazáson: „Látom és olvasom, mi történik Katalóniában. És Európa majd mond nekünk valamit a krími népszavazásról és az emberi jogok védelméről.”
2019 júniusában a Reuters arról számolt be, hogy Zaharova "tisztelgést ajánlott fel a második világháború nyugati frontján elesettek előtt, és azt mondta, hogy Moszkva nagyra értékeli a szövetségesek háborús erőfeszítéseit", hozzátéve: "Természetesen nem szabad túlzásokba esni. És főleg nem a Szovjetunió titáni erőfeszítéseinek lekicsinyítésével egyidejűleg, amelyek nélkül ez a győzelem egyszerűen nem jött volna létre". Zaharova kijelentette: „Ahogy a történészek megjegyzik, a normandiai partraszállásnak nem volt döntő hatása a második világháború és a Nagy Honvédő Háború kimenetelére. Az már előre eldőlt a Vörös Hadsereg győzelmeinek eredményeként, főként Sztálingrádnál és Kurszknál. Meg akarták várni, hogy Németország katonai ereje maximálisan meggyengüljön a keleten elszenvedett hatalmas veszteségektől, miközben nyugaton csökkentik a veszteségeket.”
Zaharova bírálta a 2021 márciusában kezdődött Defender-Europe 21 elnevezésű NATO-hadgyakorlatot, amely az elmúlt évtizedek egyik legnagyobb NATO-vezetésű hadgyakorlata Európában. A gyakorlat "több mint 30 gyakorlóterületen szinte egyidejűleg zajló műveleteket" tartalmazott Észtországban, Bulgáriában, Romániában és más országokban. Azt állította, hogy e gyakorlatok végrehajtásával a NATO „csapásmérő öklöt” gyűjt össze Oroszország határainak közelében. Április 15-én kijelentette, hogy csak 2021-ben a NATO hét katonai gyakorlatot tervez Ukrajnában. A Defender Europe 2021 hadgyakorlat aktív szakasza, amely hosszú évek óta a legkiterjedtebb gyakorlat, hamarosan[mikor?] megkezdődik Ukrajna közelében.

### 2022-es orosz invázió Ukrajna ellen
Február 23-án, egy nappal a 2022-es ukrajnai orosz invázió előtt az Európai Unió más prominens orosz médiaszemélyiségekkel együtt szankciókat szabott ki rá, mint a kormánypropaganda központi alakjára, és mert az orosz erők ukrajnai bevetését népszerűsítette. A szankciók között szerepel a repülési tilalmi listára való felkerülés és a vagyonbefagyasztás. Március 8-án Ausztrália is szankciókat vezetett be Zaharovával szemben. Március 18-án Zaharova felkerült Japán kibővített szankciós listájára.

### [18]2022-es szíriai probléma
2022. június 2-án Zaharova arra figyelmeztetett, hogy Törökország észak-szíriai inváziója Szíria szuverenitásának és területi integritásának közvetlen megsértése" lenne, és a szíriai feszültségek további fokozódását okozná.
2022. július 5-én Zaharova arra figyelmeztetett, hogy Izrael dél-szíriai betörései és csapásai teljesen elfogadhatatlanok. Határozottan elítéljük az ilyen felelőtlen, Szíria szuverenitását és a nemzetközi jog alapvető normáit sértő akciókat, és követeljük azok feltétel nélküli beszüntetését.

### Ellentmondások
2016. november 13-án Zaharovát bírálták, amiért az orosz állami televízióban antiszemita vicceket mondott arról, hogy az amerikai választási eredmények egy orosz-zsidó összeesküvés eredménye, és kijelentette: Ha tudni akarod, mi fog történni Amerikában, kivel kell beszélned? Természetesen a Brighton Beach-i embereinkkel kell beszélnie. Brighton Beachen nagy orosz zsidó közösség él. Emellett sztereotipikus zsidó akcentussal beszélt.
2017. április 28-án Zaharova megjelent a Yahoo! News műsorában, ahol a jelenlegi nemzetközi kapcsolatokról beszélgetett Katie Couric-kal. Amikor Couric felhozta a csecsen kormány LMBT személyek elleni kínzásáról szóló jelentéseket, Zaharova azt mondta, hogy Oroszország vizsgálatot folytat az ügyben.

## Magánélete
2005. november 7-én Zaharova összeházasodott Andrej Makarovval a New York-i orosz konzulátuson. A házaspárnak egy lánya van, Maryana, aki 2010 augusztusában született.

## Fordítás
- Ez a szócikk részben vagy egészben  a   Maria Zakharova című angol Wikipédia-szócikk ezen változatának fordításán alapul.  Az eredeti cikk szerkesztőit annak laptörténete sorolja fel. Ez a jelzés csupán a megfogalmazás eredetét és a szerzői jogokat jelzi, nem szolgál a cikkben szereplő információk forrásmegjelöléseként.